# Комунар (Гатчинський район)
Комунар (рос. Коммунар) — місто Гатчинського району Ленінградської області Росії. Адміністративний центр і єдиний населений пункт Комунарського міського поселення.
Населення — 20 211 осіб (2010 рік). 